# Angiotenzinski receptor
Angiotenzinski receptori su klasa G protein-spregnutih receptora čiji ligandi su angiotenzini. Oni su značajni u renin-angiotenzin sistemu, gde su odgovorni za prenos signala glavnog hormonskog efektora.

## Struktura
AT1 i AT2 su receptori sa ~30% zajedničke sekvence. Oni imaju sličan afinitet za angiotenzin II, koji je njihov glavni ligand.

## Članovi

### Pregled
| Receptor | Mehanizam |
| AT1      |           |
| AT2      | - Gi2 / 3 |
| AT3      |           |
| AT4      |           |
| -------- | --------- |

#### Mehanizam
Angiotenzinski receptor se aktivira vazokonstrikcinim peptidom angiotenzinom II. Aktivirani receptor se spreže sa  i . Time se aktivira fosfolipaza C i povećava citosolna koncentracija Ca2+, čime se iniciraju ćelijski responsi kao što je stimulacija proteinske kinaze C. Aktivirani receptor takođe inhibira adenilat ciklazu i aktivira razne tirozinske kinaze.

## Literatura
1. ↑  de Gasparo M, Catt KJ, Inagami T, Wright JW, Unger T (2000). „International union of pharmacology. XXIII. The angiotensin II receptors”. Pharmacol. Rev. 52 (3): 415—72. PMID 10977869. Архивирано из оригинала 16. 03. 2009. г. Приступљено 12. 03. 2011.
2. 1 2  Higuchi S, Ohtsu H, Suzuki H, Shirai H, Frank GD, Eguchi S (2007). „Angiotensin II signal transduction through the AT1 receptor: novel insights into mechanisms and pathophysiology”. Clin. Sci. 112 (8): 417—28. PMID 17346243. doi:10.1042/CS20060342.
3. ↑  „Senselab”. Архивирано из оригинала 28. 02. 2009. г.

## Spoljašnje veze
- Receptors,+Angiotensin на 